# Éternoz-Vallée-du-Lison
Éternoz-Vallée-du-Lison es una comuna nueva francesa situada en el departamento de Doubs, de la región de Borgoña-Franco Condado.

## Historia
Fue creada el 1 de enero de 2025, en aplicación de una resolución del prefecto de Doubs de 18 de septiembre de 2024 con la unión de las comunas de Éternoz y Saraz, pasando a estar el ayuntamiento en la antigua comuna de Éternoz.

## Demografía
Según los datos aportados en la resolución del prefecto de Doubs, la comuna se crea con 350 habitantes.

## Composición
| Comuna delegada/fusionada | Código INSEE | Población (2022) | Superficie (km²) | Densidad (hab./km²) |
| ------------------------- | ------------ | ---------------- | ---------------- | ------------------- |
| Alaise                    | 25010        | 41               | -                | -                   |
| Coulans-sur-Lizon         | 25168        | 26               | -                | -                   |
| Doulaize                  | 25205        | 21               | -                | -                   |
| Éternoz                   | 25223        | 325 (2022)       | 29.26            | 11                  |
| Refranche                 | 25484        | 31               | -                | -                   |
| Saraz                     | 25533        | 20 (2022)        | 6.02             | 3.3                 |